# Нуристан (Узбекистан)
Нуристан (узб. Nuriston / Нуристон) — посёлок городского типа, расположенный на территории Нишанского района Кашкадарьинской области Узбекистана. Градообразующее предприятие — Талимарджанская ТЭС.
Статус посёлка городского типа с 1992 года.